# 랜드로버 디스커버리
랜드로버 디스커버리(Land Rover Discovery)는 랜드로버의 준대형 SUV이다.

## 1세대
1989년에 첫 출시했다. 레인지로버의 프레임을 기반으로 저렴하게 팔렸으며, 7인승으로 만들기 위해 지붕 위쪽을 살짝 높였다. 1994년에 페이스리프트를 거쳤다. 리어 게이트는 클램 쉘 해치게이트가 달렸던 레인지로버와 달리, 여닫는 방식이다.
대한민국에는 1992년부터 정식 수입되어 판매 중이다. 초기에는 인치케이프를 통해 1세대 레인지로버와 함께 수입되었으며, 랜드로버가 BMW에 넘어간 후에는 BMW의 딜러를 통해 V8 3.9리터 OHV 가솔린 모델을 판매했다.

## 2세대
1세대의 스킨체인지 모델로, 1998년에 출시되었다. 기존의 1세대보다 조금 변화가 일어났다. 엔진은 전자식 방식으로 출력이 높아졌다. 동시에 HDC(경사로주행장치)가 추가되었다. 이후 약간의 부분변경을 거쳤다

## 3세대
2004년에 출시되었다. 이 때부터 더블 위시본/멀티 링크가 적용되어 승차감을 개선했고, 프레임과 차체를 통합설계 방식으로 바뀌었다. 스페어 타이어를 트렁크에서 차체 하부로 옮겼으나, 번호판이 왼쪽으로 치우쳐져 있다. 에어 서스펜션이 추가되어 높낮이를 조절할 수 있다. 포드의 213마력 V6 4.0리터 SOHC 가솔린 엔진과 PSA의 V6 2.7리터 커먼레일 디젤 엔진이 적용되었으며, V6 4.0리터 SOHC 가솔린 엔진은 4세대 익스플로러 및 5세대 머스탱과 공용했다.
3세대부터 리어 도어는 여닫는 방식에서 레인지로버같이 클램 쉘 해치게이트로 변경됐다.

## 4세대
3세대의 페이스리프트 모델로, 2009년에 출시되었다. 테일램프가 클리어 타입으로 바뀌었다. 2013년에 페이스리프트를 거쳐 자동변속기 레버가 다이얼식으로 바뀌었다.

## 5세대
2013년에 공개된 콘셉트 카를 바탕으로 2016년 10월에 파리 모터쇼에서 공개한 후, 2017년에 출시했다.
프레임 바디에서 모노코크 바디로 바뀌었으며, 기존 디스커버리의 디자인에서 완전히 탈피했다.
본래는 솔리헐 공장에서 생산했으나, 2019년에 솔리헐을 떠나 랜드로버의 슬로바키아 니트라 현지공장으로 생산지를 이전하여 디펜더와 함께 생산 중이다.